# Shūhei Nakamoto
Shūhei Nakamoto (jap. 中本修平 Nakamoto Shūhei; ur. 29 kwietnia 1957 w Tottori) – japoński przedsiębiorca, wiceprezes firmy Honda Racing Corporation.

## Życiorys
Shūhei Nakamoto urodził się w Tottori, przeprowadził się do Maidenhead.
Do Honda Racing Corporation dołączył w 1983 roku. Jego pierwsze prace były skupione wokół korporacji wyścigów motocyklowych w Honda Racing Corporation. W 1984 roku został kierownikiem projektów aut Honda RS125 i Honda RS250.
Nakamoto kontynuował pracę z motocyklami, po czym przeniósł się do Honda Racing F1 w 2000 roku. W 2002 roku stał się kierownikiem zespołu badań w Honda Racing Developments Ltd., w 2003 roku awansował na stanowisko dyrektora inżynierii i pełnił tę rolę do 2006 roku.
W 2006 roku Nakamoto został starszym dyrektorem technicznym w Honda Racing F1, przejmując funkcję od Geoffa Willisa.
1 grudnia 2008 roku, cztery dni przed ogłoszeniem przez Hondę wycofania się z Formuły 1, opuścił Honda Racing F1 i wrócił jako wiceprezes do Honda Racing Corporation.